# Тексас (окръг, Мисури)
Вижте пояснителната страница за други значения на Тексас.
Окръг Тексас (на английски: Texas County) е окръг в щата Мисури, Съединени американски щати. Площта му е 3054 km², а населението - 24 598 души. Административен център е град Хюстън.